# Martin-River-Gletscher
Der Martin-River-Gletscher ist ein 45 km langer Gletscher im US-Bundesstaat Alaska, 80 km östlich von Cordova. Benannt wurde der Martin-River-Gletscher 1905 vom U.S. Geological Survey (USGS).

## Geografie
Das 1500 m hoch gelegene Nährgebiet des Gletschers befindet sich an der Südwestflanke des Mount Hawkins, einem östlichen Nebengipfel des Mount Tom White, in den östlichen Chugach Mountains. Der im Mittel etwa 2,2 km breite Gletscher strömt in westsüdwestlicher Richtung durch die Chugach Mountains und endet auf einer Höhe von etwa 120 m. Der Hauptgletscher besitzt mehrere Tributärgletscher. Die gesamte Gletscherfläche umfasst ungefähr 250 km². Im unteren Bereich verbreitert sich der Gletscher auf eine Breite von 10 km. Unterhalb der Haupt-Gletscherzunge hat sich ein Gletscherrandsee gebildet, der den Martin River speist. Weiter südlich befindet sich mit dem Lake Charlotte ein weiterer Gletscherrandsee. Der Kushtaka-Gletscher bildet eine Gletscherzunge, die nach Süden abzweigt. Einen weiteren Abfluss bildet der Canyon Creek, der am südöstlichen Rand der Gletscherzunge gespeist wird und zum Bering River abfließt.